# HD 203399
HD 203399，又名BD+76 833，SAO 10007、HR 8168，是一颗恒星，视星等为5.95，位于銀經111.85，銀緯19.06，其B1900.0坐标为赤經21h 16m 47.8s，赤緯+76° 19.06′ 29″。